# آلفرد (مین)
آلفرد، ماین (به انگلیسی: Alfred, Maine) یک سکونتگاه مسکونی در ایالات متحده آمریکا است که در York County واقع شده‌است.

## خصوصیات
آلفرد ۷۲٫۳۱ کیلومترمربع مساحت و ۳٬۰۱۹ نفر جمعیت دارد و ۸۸ متر بالاتر از سطح دریا واقع شده‌است.